# Chef de l'opposition officielle (Île-du-Prince-Édouard)
Pour les articles homonymes, voir Chef de l'opposition officielle.
Le chef de l'opposition est, dans l'Île-du-Prince-Édouard, le député qui dirige le parti politique reconnu comme l'opposition officielle de l'Assemblée législative de l'Île-du-Prince-Édouard. Ce statut revient généralement au chef du deuxième parti de l'Assemblée.
Hal Perry, l'actuel chef du Parti libéral de l'Île-du-Prince-Édouard, est l'actuel chef de l'opposition officielle de l'Île-du-Prince-Édouard.
Note : Cette liste est incomplète.

## Liste
- Parti conservateur / Parti progressiste-conservateur
- Parti libéral
- Parti vert

| Chef de l'opposition | Chef de l'opposition | Chef de l'opposition       | Parti                     | Début | Fin      |
| -------------------- | -------------------- | -------------------------- | ------------------------- | ----- | -------- |
|                      |                      | Daniel Gordon              | Conservateur              | 1894  | 1903     |
|                      |                      | John Alexander Mathieson   | Conservateur              | 1904  | 1911     |
|                      |                      | John Richards              | Libéral                   | 1912  | 1915     |
|                      |                      | John Howatt Bell           | Libéral                   | 1915  | 1919     |
|                      |                      | Aubin-Edmond Arsenault     | Conservateur              | 1919  | 1921     |
|                      |                      | James David Stewart        | Conservateur              | 1921  | 1923     |
|                      |                      | Albert Charles Saunders    | Libéral                   | 1923  | 1927     |
|                      |                      | James David Stewart        | Conservateur              | 1927  | 1931     |
|                      |                      | Walter Maxfield Lea        | Libéral                   | 1931  | 1935     |
|                      |                      | William J.P. MacMillan     | Progressiste-conservateur | 1940  | 1950     |
|                      |                      | Reginald Bell              | Progressiste-conservateur | 1950  | 1959     |
|                      |                      | Alexander Wallace Matheson | Libéral                   | 1959  | 1965     |
|                      |                      | Lorne Bonnell              | Libéral                   | 1965  | 1965     |
|                      |                      | Alex Campbell              | Libéral                   | 1965  | 1966     |
|                      |                      | Walter Russell Shaw        | Progressiste-conservateur | 1966  | 1970     |
|                      |                      | George Dewar               | Progressiste-conservateur | 1970  | 1973     |
|                      |                      | Melvin McQuaid             | Progressiste-conservateur | 1973  | 1976     |
|                      |                      | Angus MacLean              | Progressiste-conservateur | 1977  | 1979     |
|                      |                      | Bennett Campbell           | Libéral                   | 1979  | 1981     |
|                      |                      | Gilbert Clements           | Libéral                   | 1981  | 1982     |
|                      |                      | Joe Ghiz                   | Libéral                   | 1982  | 1986     |
|                      |                      | Leone Bagnall              | Progressiste-conservateur | 1986  | 1993     |
|                      |                      | Pat Mella                  | Progressiste-conservateur | 1993  | 1996     |
|                      |                      | Keith Milligan             | Libéral                   | 1996  | 1999     |
|                      |                      | Paul Connolly              | Libéral                   | 1999  | 2000     |
|                      |                      | Ron MacKinley              | Libéral                   | 2000  | 2003     |
|                      |                      | Robert Ghiz                | Libéral                   | 2003  | 2007     |
|                      |                      | Pat Binns                  | Progressiste-conservateur | 2007  | 2007     |
|                      |                      | Olive Crane                | Progressiste-conservateur | 2007  | 2010     |
|                      |                      | Jim Bagnall                | Progressiste-conservateur | 2010  | 2010     |
|                      |                      | Olive Crane                | Progressiste-conservateur | 2010  | 2013     |
|                      |                      | Hal Perry                  | Progressiste-conservateur | 2013  | 2013     |
|                      |                      | Steven Myers               | Progressiste-conservateur | 2013  | 2015     |
|                      |                      | Jamie Fox                  | Progressiste-conservateur | 2015  | 2017     |
|                      |                      | James Aylward              | Progressiste-conservateur | 2017  | 2019     |
|                      |                      | Peter Bevan-Baker          | Vert                      | 2019  | 2023     |
|                      |                      | Hal Perry                  | Libéral                   | 2023  | en cours |